# Friedrich Gönnenwein
Friedrich Johannes Gönnenwein (* 26. Oktober 1933 in Stuttgart; † 18. Oktober 2022) war ein deutscher Kernphysiker.

## Biographie
An der Stuttgarter Musikhochschule studierte er nach dem Abitur Klavier und Orgel und absolvierte ein Orgelbau-Praktikum in einer Hamburger Werkstatt. Später war er auch Vorsitzender des Fördervereins Stiftskirchenorgel e.V. und engagierte sich für den Tübinger Orgelsommer.
Gönnenweins Karriere als Physiker begann mit der Aufnahme des Physikstudiums an der Eberhard Karls Universität Tübingen 1953/1954, welches er mit dem Diplom im Jahr 1959 absolvierte. Titel seiner Arbeit war „238 Uranspaltung mit 14 MeV Neutronen“. Ab diesem Zeitpunkt wurde sein Forschungsschwerpunkt die Physik der Kernspaltung und ihre vielen ungeklärten Probleme.
Ab 1964 wurde er wissenschaftlicher Assistent am Physikalischen Institut der selbigen Universität, gefolgt von der Nominierung 1967 akademischer Rat, seiner Habilitation 1971 und ab 1974 wissenschaftlicher Rat und außerplanmäßiger Professor, Dekan der Physik und schließlich 1978 C3-Professor für Kernphysik.
Zwischen 1979 und 1985 war er als „Senior Scientist“ am Institut Laue-Langevin (ILL) in Grenoble angestellt. Nach seiner Rückkehr an die Universität Tübingen ehrte ihn die Universität mit dem selten verliehenen Titel Ordinarius. Ab 1986, dem Jahr der Reaktorkatastrophe in Tschernobyl, widmete er seine Kraft auch den Problemen der Kernenergie und dem sich andeutenden Klimawandel.
Gönnenwein ging ab 1998 in den offiziellen Ruhestand. Er erhielte 2003 den Flerov-Preis. In den folgenden Jahren begleitete er beratend Expertenveranstaltungen wie z. B. die Fission School im Jahr 2014 am Los Alamos National Laboratory (LANL) und baute auch Netzwerke zu Forschern aus dem ehemaligen Ostblock und Frankreich auf. Als Hochschullehrer und Professor begleitete er viele Studenten und publizierte in Fachzeitschriften noch bis ins hohe Alter.
Er war seit 1972 mit Ursula E. Brodmann verheiratet und hatte zwei Kinder, Sebastian und Caroline.
Friedrich Gönnenwein starb am 18. Oktober 2022 im Alter von 88 Jahren.

## Schriften (Auswahl)
Hinweis: Er publizierte auch unter dem Namen Goennenwein.
- Altersbestimmungen mit Radionukliden. In: Physik in unserer Zeit. Band 3, Nr. 3, Januar 1972, S. 81–87, doi:10.1002/piuz.19720030304.
- Mass, Charge, and kinetic energy of fission fragments. In: Cyriel Wagemans (Hrsg.): The Nuclear Fission Process. CRC Press, Boca Raton, FL 1991, ISBN 978-0-8493-5434-2 (englisch).
- mit Hans G Börner: The Neutron: A Tool and an Object in Nuclear and Particle Physics. WORLD SCIENTIFIC, 2012, ISBN 978-981-4273-08-4, doi:10.1142/7283 (englisch).
- Highlights from 35 years of fission research with slow neutrons at the ILL. In: Fission and Properties of Neutron-Rich Nuclei. World Scientific, Sanibel Island, Florida, USA 2013, ISBN 978-981-4525-42-8, S. 344–354, doi:10.1142/9789814525435_0037 (englisch).
- Experimentalphysik. Mechanik 1. Vieweg, 1977, ISBN 3-499-27029-3. und Experimentalphysik. Elektrodynamik 1. Rowohlt, 1975, ISBN 3-499-27023-4.
- Weitere siehe auch die Einträge bei INSPIRE[4]